# Evanghelia după Iuda

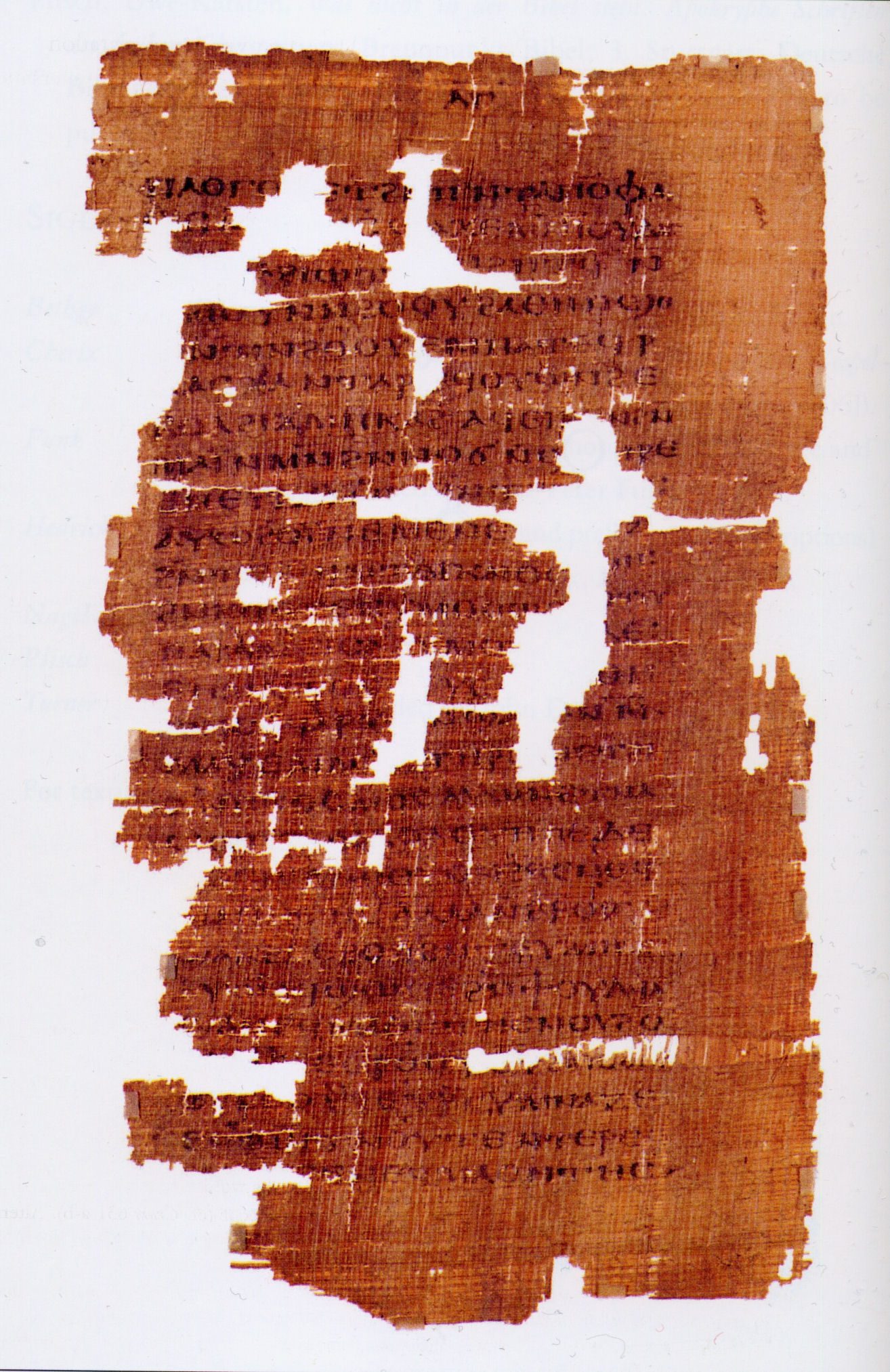
Prima pagină din Evanghelia după Iuda, a 33-a pagină din Codexul Tchacos.

Evanghelia după Iuda este o evanghelie gnostică, ea conține un presupus dialog între Iisus Hristos și discipolul său Iuda Iscarioteanul. Evanghelia e datată cu carbon 220-340 e.n. și a fost descoperită în anii '70 lângă El Minya, Egypt.

## Analiză academică
Iuda este personajul central al acestei evanghelii. Conform opiniei lui Bart Ehrman aceasta nu este Evanghelia după Iuda, ci Evanghelia despre Iuda, adică vestea cea bună despre Iuda.
Conform acestei evanghelii Iuda a fost discipolul care a înțeles cine este de fapt Isus, fiind unul din discipolii preferați de El, și a făcut voia lui Isus dându-l pe mâna autorităților care i-au ucis trupul, eliberându-l astfel pentru a se întoarce în Împărăția lui Barbelo (Mama Divină).
Conform evangheliei, nu moartea lui Isus ne mântuiește, ci cunoașterea secretă comunicată de Isus lui Iuda și prin evanghelia scrisă despre el, celor aleși.

## Secțiuni
Evanghelia a fost tradusă în 2006 de Rodolphe Kasser, Marvin Meyer, and Gregor Wurst în colaborare cu François Gaudard sub patronajul The National Geographic Society care de altfel deține și drepturile de autor.
Introducere:
Intâlnirea are loc cu 3 zile înainte de Paști.
Scena 1: 
Isus dialoguri cu discipolii săi. La masă. Rugăciunea de mulțumire sau euharistia. Discipolii devin nervoși. Isus vorbește separat cu Iuda.
Scena 2: 
Isus vorbește a doua zi cu Iuda. Discipolul vede templul și discută cu Isus despre acesta. Isus oferă o viziune alegorică asupra templului. Iuda îl întreabă pe Isus despre generațiile viitoare.
Scena 3: Iuda are o viziune că va fi persecutat de ceilalți 12 apostoli. Iuda întreabă despre propria sa soartă. Isus îl învață pe Iuda despre cosmologie. Isus discută despre distrugerea celor răi cu Iuda și alții. Iuda îi critică pe cei botezați de Isus. Isus oferă explicații.
Scena 3: Iuda îl va trăda pe Isus.